# Marian Niedzielski

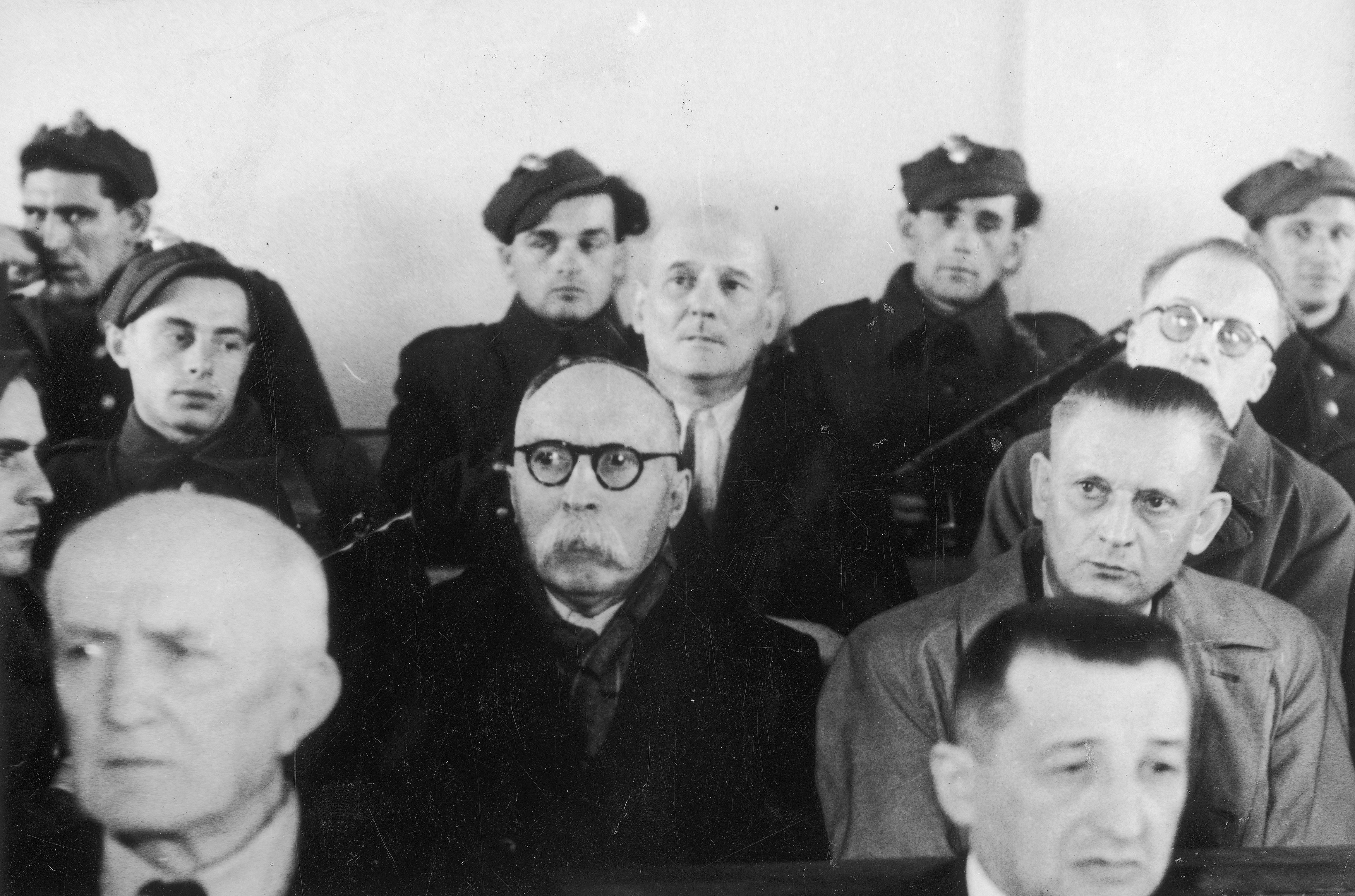
Marian Niedzielski (w lewym dolnym rogu) podczas procesu Kazimierza Pużaka

Marian Niedzielski (ur. 28 października 1884 w Stanisławczyku Karaczańskim, pow. Bałta, zm. 30 grudnia 1953 w Warszawie) – polski adwokat, występujący w wielu głośnych procesach lat międzywojennych. 

## Życiorys
Urodził się 28 października 1884 roku w Stanisławczyku Karaczańskim, pow. Bałta, na Podolu. Syn lekarza, Ferdynanda Niedzielskiego oraz Marii z d. Krukowskiej. Jego ojciec był powstańcem styczniowym, został zesłany na Syberię, a po powrocie osiadł na roli.
W 1902 roku ze złotym medalem ukończył gimnazjum w Humaniu, następnie podjął studia prawnicze na Uniwersytecie w Kijowie, które ukończył w 1906 roku. Podczas studiów angażował się w działalność nielegalnego Związku Akademickiego „Polonia”. W 1906 roku został jednorocznym ochotnikiem w armii rosyjskiej, po kilku miesiącach został z niej jednak usunięty. 
W latach 1907–1908 odbył aplikację sądową w Sądzie Apelacyjnym w Krakowie, a następnie, w latach 1908–1910, odbył aplikację adwokacką. W latach 1911–1918 pracował w Kijowie, prowadząc wyłącznie sprawy cywilne. W 1918 roku był organizatorem Polskiego Czerwonego Krzyża w Kijowie, w latach 1919–1920 był tam wicekomisarzem ds. PCK przy Ministerstwie Spraw Wojskowych. Od 1920 roku pracował jako adwokat w Warszawie.
W II Rzeczypospolitej bronił między innymi gen. Tadeusza Rozwadowskiego, Borysa Kowerdę, zabójcę Piotra Wojkowa, oraz Woyciechowskiego, zamachowca w fikcyjnej próbie zamachu sowieckiego przedstawiciela handlowego w grudniu 1928 roku. W 1925 roku został wiceprzewodniczącym komitetu budowy pomnika Fryderyka Chopina w Warszawie.
W latach 30. był członkiem zarządu Międzynarodowego Związku Adwokatów. W latach 1931–1932 był członkiem Naczelnej Rady Adwokackiej. Angażował się także w działalność Polskiego Czerwonego Krzyża, „Sokoła”, Klubu Inteligencji Pracującej, Związku Polskich Prawników Kresowców oraz Resursy Obywatelskiej.
W czasie II wojny światowej Niedzielski uczestniczył w pracach podziemnej adwokatury polskiej i wydał w ramach powołanego w 1942 w Warszawie Polskiego Wydawnictwa Prawniczego w pracy zbiorowej „Zasady Pracy adwokata” część zatytułowaną „Wolność słowa obrończego”.
Po wojnie był obrońcą w procesach wytaczanych przez komunistów przedwojennym wojskowym. W sytuacji, gdy indywidualni adwokaci stali się w czasach stalinowskich obiektem rozmaitych dochodzeń i utrudnień uznał, że właściwe jest tworzenie zespołów adwokackich i sam przyczynił się też do utworzenia warszawskiego zespołu adwokackiego nr 15 oddając mu w 1953 roku do użytku pomieszczenie swojej kancelarii przy ulicy Wilczej 60. W ostatnich latach życia specjalizował się w prawie wekslowym i czekowym. Był dziekanem Naczelnej Rady Adwokackiej oraz prezesem Związku Adwokatów Kresowców.
Na wniosek Polskiej Akademii Literatury 5 listopada 1938 został mu nadany Złoty Wawrzyn Akademicki.
Zmarł 30 grudnia 1953. Przyczyną jego śmierci miało być silne przeziębienie, którego nabawił się podczas podróży na rozprawę do Mińska Mazowieckiego. Został pochowany w grobowcu rodzinnym na cmentarzu Powązkowskim w Warszawie (kwatera 238-3-13).